# Trnovany (železniční zastávka)
Trnovany jsou železniční zastávka a nákladiště na rozhraní katastrálních území Trnovany u Žatce a Bezděkov u Žatce v okrese Louny. Leží v km 98,015 neelektrizované jednokolejné železniční tratě Praha – Lužná u Rakovníka – Chomutov. Výpravní budova a budova překladiště byly v roce 2023 Ministerstvem kultury České republiky prohlášeny kulturní památkou České republiky.

## Historie
Železniční zastávka Trnovany byla postavena a uvedena do provozu na pražsko-lánské koněspřežce, která byla přestavěna a uvedena do provozu na úseku Buštěhradské dráhy (BEB) ze Stochova do Chomutova 4. února 1871 (pro nákladní dopravu už 20. listopadu 1870). Původní název stanice Trnovan byl v období 1938–1945 pozměněn na Trnowan. Po válce stanice nesla název Trnovany u Žatce a od roku 1961 Trnovany. V roce 2007 bylo zrušeno pravidelné zastavování osobních vlaků v této zastávce. Od roku 2024 bylo zastavování opět obnoveno.

## Popis
Areál železniční zastávky leží na rozhraní katastrálního území Bezděkov a Trnovany. Součástí původní železniční zastávky byla výpravní budova, překladiště, strážní domek č. 48, stavědlo 1, stavědlo 2, v km 98,142 bylo staniční skladiště zboží a surovin s nakládkovou a vykládkovou rampou, na severní straně stanice byla točna pro otáčení vozidel a další doplňkové stavby. Postupně bylo redukováno kolejiště.
V roce 2011 se ještě jednalo o stanici se třemii dopravními kolejemi a jednou kusou manipulační kolejí. Dopravní koleje byly vybaveny úrovňovými sypanými nástupišti. Staniční zabezpečovací zařízení bylo elektromechanické.

### Výpravní budova
Výpravní budova 3. třídy je postavena v neoklasicistním stylu podle typizovaného plánu BEB, kterou navrhl Ing. arch. Josef Chvála, hlavní inženýr pozemních staveb BEB. Podle stejného typizovaného plánu byly postaveny výpravní budovy ve stanicích Sádek u Žatce, Vojkovice nad Ohří, Chodově (později zvýšena), Stochově (přestavěna).  Původní výpravní budovy III. třídy v Ostrově nad Ohří, Klášterci nad Ohří, Kynšperku nad Ohří a v Novém Sedle byly zbourány a nahrazeny novými stavbami podle projektu inženýra Antonína Königa.
Typová výpravní budova má dvoupodlažní střední rizalitovou část se sedlovou střechou na čtvercovém půdorysu obrácenou štítovým průčelím do kolejiště se čtyřmi osami v lizénových rámech. V trojúhelníkovém štítu uprostřed je jedno sdružené obdélné okno. Třetí osa v přízemí je vstup do budovy s půlkruhovým záklenkem. Po stranách byla přistavěna půlpatrová křídla se třemi osami. Okna v přízemí mají půlkruhová zakončení. V patře střední části a půlpatrových křídlech jsou obdélná okna v profilovaných šambránách (ve střední části s nadokenní římsou). V pravém křídle jsou v druhé a třetí ose jsou vstupy s půlkruhovým zakončením. Štítové strany křídel mají v přízemí zaslepená okna lemovaná pilastry vybíhajících ze soklu. Na hlavice pilastrů nasedají profilované arkády. Ve štítech je jedno obdélné okno  s jednoduchou profilovanou šambránou a s nadokenní a parapetní římsou. V severním štítu je okno zaslepené.

### Překladiště
Budova překladiště byla postavena na půdorysu obdélníku se sedlovou střechou krytou plechem. Okapová část rovnoběžná s kolejištěm má pět os v lizénových rámech. V první, třetí a páté ose jsou vysoké profilované okenní otvory. V druhé a čtvrté ose jsou vstupní otvory. Všechny otvory ukončuje štukový segmentový záklenek. Okapová část otevřená k obslužné ulici má pět vstupních otvorů. První, třetí a pátý otvor je zaslepený. Severní štítová strana má dva zaslepená okna se segmentovým zakončením a nad nimi kruhové okno. Jižní štítová strana má dva vstupy. Krov je hambalkový s ležatou stolicí.